# Bảy mối tội đầu

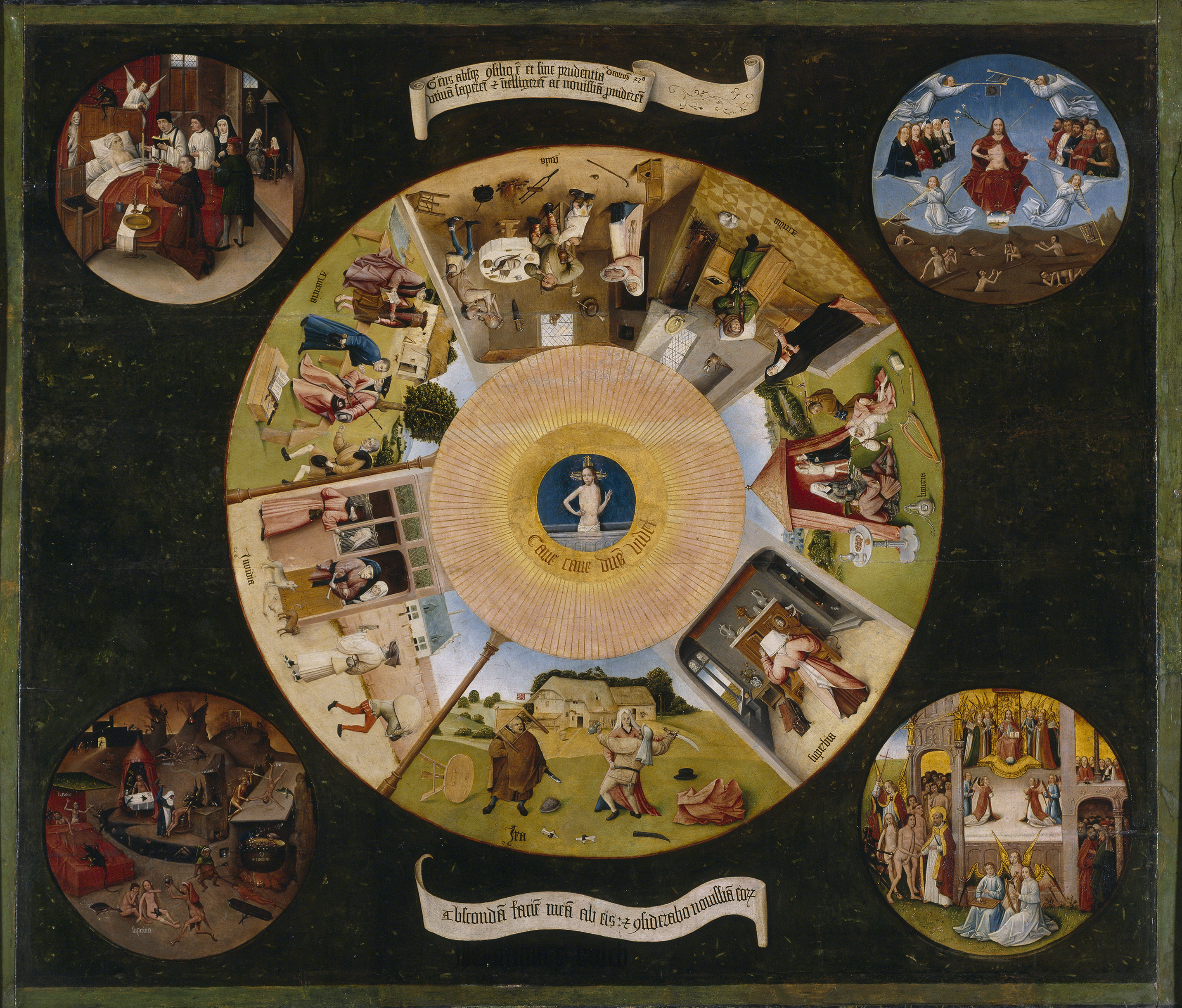
Bảy Mối Tội Đầu và Tứ Chung, tranh của Hieronymus Bosch

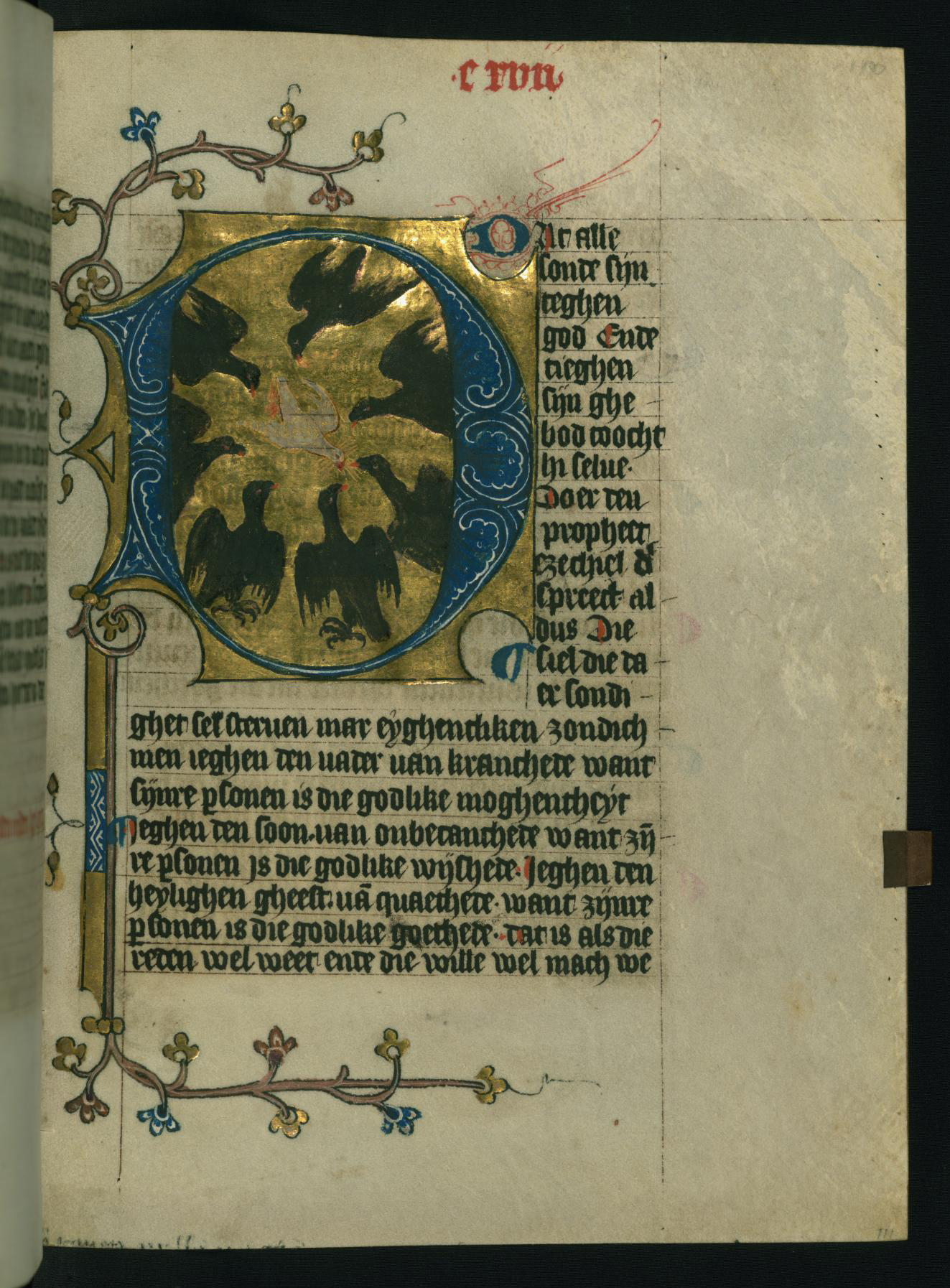
Chúa Thánh Thần và Bảy Mối Tội Đầu, bức vẽ trong một trang bản thảo W.171 tại Bảo tàng Mỹ thuật Walters (thế kỷ 15)vtud

Bảy mối tội đầu (hay bảy tội đáng chết) là tên gọi dành cho một nhóm các tội lỗi chính theo giáo huấn Kitô giáo, bao gồm kiêu ngạo, tham lam, dâm dục, nóng giận, tham ăn, ghen tỵ và lười biếng.. Trong Kitô giáo, việc phân loại những tội đáng chết thành một nhóm gồm bảy tội lỗi được khởi xướng bởi tác gia Tertullianus (m. 220) và được hoàn thiện bởi đan sĩ Evagrius Ponticus vào thế kỷ 4. Khái niệm về tội lỗi trong tác phẩm của các tác gia trên bắt nguồn một phần từ các án lệ trong Thánh Kinh và trong luật bồi thường thiệt hại của Hy-La cổ điển. Về sau, khái niệm bảy mối tội đầu được mở rộng ra dựa trên văn cảnh lịch sử của Hội Thánh Công giáo bằng tiếng Latinh với một lượng ảnh đáng kể từ tiếng Hy Lạp và các truyền thống tôn giáo liên quan. Tri thức về bảy mối tội đầu được tổng kết qua nhiều chuyên luận khác nhau cũng như qua tranh vẽ và tác phẩm điêu khắc, chẳng hạn như các bức trang trí trên tường nhà thờ của một số giáo xứ Công giáo và trên một số quyển sách giáo khoa cổ xưa nhất định. Những hiểu biết sâu xa hơn về bảy mối tội đầu có lẽ được suy luận ra từ các bản công thức xưng tội.

## Lịch sử

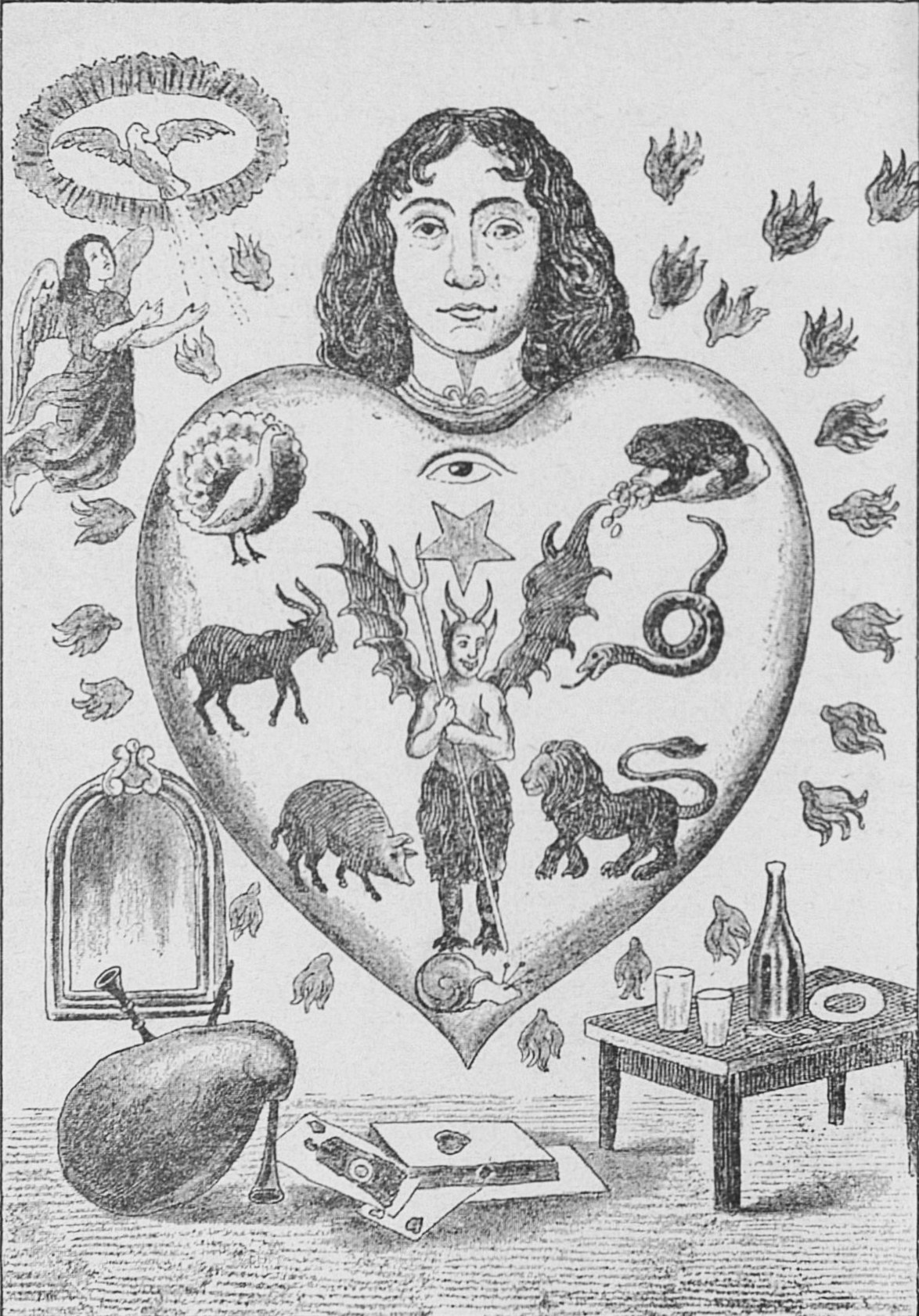
Một hình vẽ ẩn dụ cho thấy trái tim con người phải chịu đựng bảy thứ tội lỗi đáng chết, mỗi một tội được đại diện bởi một loài động vật (theo chiều kim đồng hồ: cóc = tham lam; rắn = ghen tỵ; sư tử = nóng giận; ốc sên = lười biếng; heo = tham ăn; dê = dâm dục; công = kiêu ngạo)